# The Quebecers
The Quebecers è stato un tag team di wrestling che militò nella World Wrestling Federation tra la metà del 1993 e la metà del 1994, e ancora nel 1998, composto da Jacques Rougeau e Pierre (Carl Ouellet). Lavorarono anche come "Amazing French Canadians" nella World Championship Wrestling, tra il 1996 e il 1997.

## Storia
Jacques Rougeau aveva lavorato precedentemente per la WWF sia come lottatore in tag team con suo fratello Raymond Rougeau, sotto il nome The Fabulous Rougeaus, sia come singolo sotto il nome "The Mountie". Pierre invece aveva lavorato nel circuito indipendente fino al 1993, quando incontrò Jacques a Porto Rico.

### World Wrestling Federation
Jacques e Pierre furono "accoppiati" dalla WWF, indossando un'uniforme rossa e nera che ricordava la precedente identità di Jacques, "The Mountie". Collaborarono inoltre con un giovane carismatico oratore, allora conosciuto come Johnny Polo, che interpretava un ragazzo ricco. Polo sarebbe diventato più famoso, successivamente, sotto il nome di "Raven".
Debuttarono il 24 luglio 1993, a WWF Superstars, e furono subito pushati al top della divisione tag team, feudando con gli Steiner Brothers per la conquista della cinture. Il match fu combattuto con stipulazione "Province of Quebec Rules", dove le cinture potevano passare di mano anche per squalifica. Johnny Polo approfittò della stipulazione per ingannare Scott Steiner, lanciandogli tra le mani una mazza da hockey come oggetto estraneo alla contesa e ottenendo così la squalifica, nonché la vittoria delle cinture per i Quebecers. In questo stesso match, Polo debuttò come manager dei Quebecers, presenziando il loro angolo e indossando un maglione sportivo dei Montréal Canadiens.
La faida con gli Steiner continuò nel main event di Survivor Series 1993, con i canadesi uniti ai "Foreign Fanatics" (Yokozuna e Ludvig Borga) contro gli Steiner, Lex Luger e The Undertaker. Tuttavia, Pierre fu sostituito da Crush per via di un infortunio (kayfabe). Gli Steiner Brothers non riuscirono mai a riconquistare le cinture, e ben presto i Quebecers iniziarono a difendere i titoli contro altri tag team.
Dopo la faida con gli Steiner, i Quebecers presero di mira 1-2-3 Kid, perché aveva osato opporsi nonostante le continue sconfitte con diversi partner. Quando i Quebecers affrontarono il team improvvisato da 1-2-3 Kid e Marty Jannetty, il 10 gennaio 1994, sottovalutarono la contesa e persero le cinture, riconquistate però appena una settimana più tardi. Alla Royal Rumble 1994, i Quebecers furono gli avversari di Owen e Bret Hart nel match in cui Owen tradì (kayfabe) suo fratello.
I Quebecers continuarono a difendere con successo le cinture contro tutti gli avversari, inclusi i Men on a Mission che persero nel loro match a WrestleMania X, ma vincendo a Londra durante un tour nel Regno Unito. I canadesi però riconquistarono le cinture appena due giorni dopo a Sheffield. La fortuna girò le spalle ai Quebecers quando si scontrarono con gli Headshrinkers, che vinsero le cinture al Monday Night Raw, causando dei dissapori tra i due canadesi dopo il match. La loro breve faida culminò nel primo retirement match di Jacques al Montréal Forum, che quest'ultimo perse.

### World Championship Wrestling
Il ritiro non durò a lungo, e Jacques ritornò sul ring nel 1996, quando si riunì a Pierre nella World Championship Wrestling. Il team fu ribattezzato "The Amazing French Canadians", e Pierre fu rinominato "Carl Oulette" per evitare problemi di copyright con la WWF. Il duo conservò la sua natura patriottica continuando a sventolare le bandiere del Canada e del Quebec durante le entrate, oltre ad avere l'inno nazionale canadese come entrance theme. Durante questo lasso di tempo, furono "manageriati" da Col. Robert Parker, che vestiva come un comico legionario francese e aggiungendo una manciata di parole francesi al suo accento meridionale. Iniziarono un feud con gli Harlem Heat, a causa di tensioni fra Parker e il manager degli Harlem Heat, Sister Sherri. Dopo la vittoria degli Harlem Heat a World War 3, il 24 novembre 1996, Sherri ottenne il diritto di combattere Parker per tre minuti. Parker fu pestato da Sherri, ma successivamente i rivali finirono per innamorarsi dopo aver superato le loro incomprensioni.
I franco-canadesi presero parte a quello che si rivelò essere l'ultimo match di Arn Anderson prima del suo ritiro, perdendo proprio con Anderson e Steve "Mongo" McMichael.
Nei loro ultimi giorni in federazione, gli Amazing French Canadians persero contro i loro vecchi rivali, gli Steiner Brothers, a Clash of Champions XXXIV, il 21 gennaio 1997.

### Ritorno in WWF
A metà del 1997, Jacques e Pierre furono licenziati dalla WCW e firmarono per la WWF, facendo il loro ritorno nella prima parte del 1998. Il team venne utilizzato solo sporadicamente, soprattutto per jobbare in favore dei Godwinns a No Way Out 1998, e per partecipare anonimamente alla tag team battle royal di WrestleMania XIV, prima di lasciare la federazione per la seconda volta.
Dopo aver lasciato la WWF, Jacques e Pierre apparvero brevemente in WCW come membri del Team Canada di Lance Storm, non accreditati però come coppia. Jacques, semi-ritirato dal ring, ha aperto una scuola di wrestling, mentre Pierre combatte principalmente in Canada, soprattutto per la International Wrestling Syndicate (con base a Montréal) e per la CPW International (con base a Hull), con il ring name di Pierre Carl Ouellet.

## Nel wrestling

### Mosse finali in coppia
- Bearhug hold (Pierre) / seated senton (Jacques)
- Flip, Flop and a Fly (Elevated senton bomb)
- Quebec Crash (Assisted senton bomb)

### Manager
- Johnny Polo
- Col. Robert Parker

## Titoli e riconoscimenti
- World Wrestling Federation
  - WWF World Tag Team Championship (3)